# Progrès civique (Québec)
Le Progrès civique est un parti politique municipal de la ville de Québec ayant existé entre 1962 et 2001.

## Histoire
Proche du milieu des affaires, le parti « se fait élire sur un programme qui propose la modernisation de l’administration municipale, l’amélioration des infrastructures municipales et des finances locales par la revitalisation de l’économie locale et le réaménagement du centre-ville ».
Le 17 février 2001, le parti annonce qu'il se range derrière le groupe des « maires de banlieue », à la veille des fusions municipales. Ce groupe, dirigé par la mairesse de Sainte-Foy, Andrée P. Boucher, deviendra l'Action civique de Québec.

## Chefs du parti
| Nom                    | Début | Fin  |
| ---------------------- | ----- | ---- |
| Gilles Lamontagne      | 1965  | 1977 |
| Jean Pelletier         | 1977  | 1989 |
| Jean-François Bertrand | 1989  | 1989 |
| François Marchand      | 1993  | 1997 |
| Georges Lanlande       | 1997  | 2001 |
| Gérald Poirier         | 2001  | 2001 |

## Résultats électoraux
| Élection                      | Chef                   | Mairie | Conseillers |
| ----------------------------- | ---------------------- | ------ | ----------- |
| Élections municipales de 1962 | Gilles Lamontagne      | Oui    | 5 / 16      |
| Élections municipales de 1965 | Gilles Lamontagne      | Oui    | 9 / 12      |
| Élections municipales de 1969 | Gilles Lamontagne      | Oui    | 12 / 12     |
| Élections municipales de 1973 | Gilles Lamontagne      | Oui    | 16 / 16     |
| Élections municipales de 1977 | Jean Pelletier         | Oui    | 16 / 16     |
| Élections municipales de 1981 | Jean Pelletier         | Oui    | 17 / 21     |
| Élections municipales de 1985 | Jean Pelletier         | Oui    | 17 / 21     |
| Élections municipales de 1989 | Jean-François Bertrand | Non    | 4 / 21      |
| Élections municipales de 1993 | François Marchand      | Non    | 3 / 20      |
| Élections municipales de 1997 | Georges Lanlande       | Non    | 9 / 20      |